# Santiago Ferreyra
Santiago Ferreyra (Hernando, Córdoba, 11 de marzo de 1997) es un baloncestista argentino que se desempeña en la posición de base en Atenas de la Liga Nacional de Básquet de Argentina.

## Trayectoria

### Clubes
| Club                       | País      | Año             |
| -------------------------- | --------- | --------------- |
| Hindú de Córdoba           | Argentina | 2014 - 2015     |
| Sarmiento de Resistencia   | Argentina | 2015 - 2016     |
| Comunicaciones de Mercedes | Argentina | 2016 - 2017     |
| Unión de Santa Fe          | Argentina | 2017 - 2018     |
| Hindú de Resistencia       | Argentina | 2018 - 2019     |
| Barrio Parque              | Argentina | 2019 - 2020     |
| San Lorenzo                | Argentina | 2020            |
| Barrio Parque              | Argentina | 2021            |
| San Martín de Corrientes   | Argentina | 2021 - 2023     |
| Trotamundos de Carabobo    | Venezuela | 2023            |
| Paulistano                 | Brasil    | 2023 - 2025     |
| Atenas de Córdoba          | Argentina | 2025 - Presente |

## Palmarés

### Campeonatos nacionales
- Actualizado hasta el 23 de abril de 2022.

| Título                     | Club                       | País      | Año         |
| -------------------------- | -------------------------- | --------- | ----------- |
| Torneo Nacional de Ascenso | Comunicaciones de Mercedes | Argentina | 2016 - 2017 |
| Liga Nacional de Básquet   | San Lorenzo                | Argentina | 2020 - 2021 |